# Bracon apricus
Bracon apricus är en stekelart som beskrevs av Otto Schmiedeknecht 1897. Bracon apricus ingår i släktet Bracon och familjen bracksteklar. Inga underarter finns listade.